# Callicarpa endertii
Callicarpa endertii là một loài thực vật có hoa trong họ Hoa môi. Loài này được (Moldenke) Bramley mô tả khoa học đầu tiên năm 2009.